# Odilon Barrot

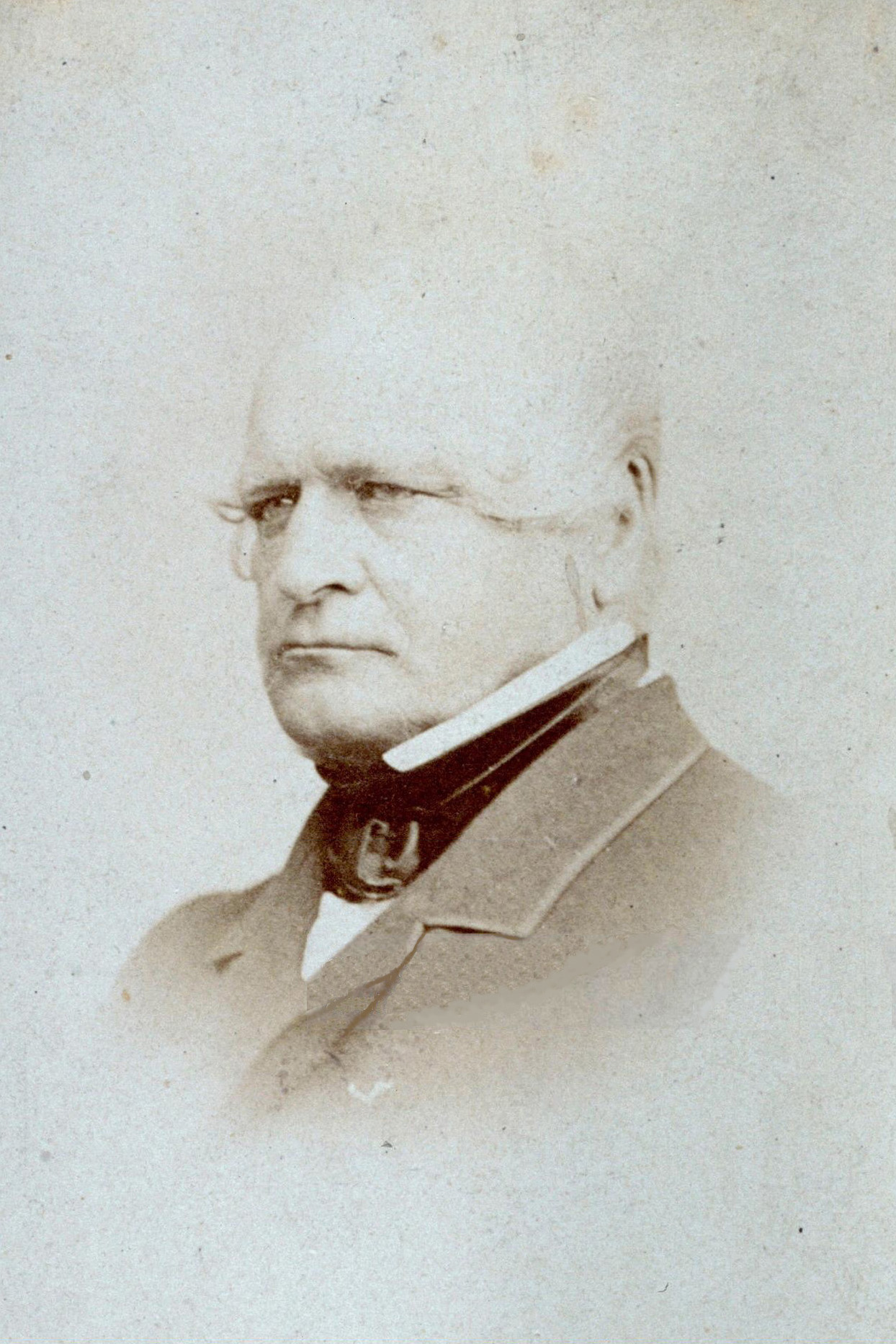
Odilon Barrot

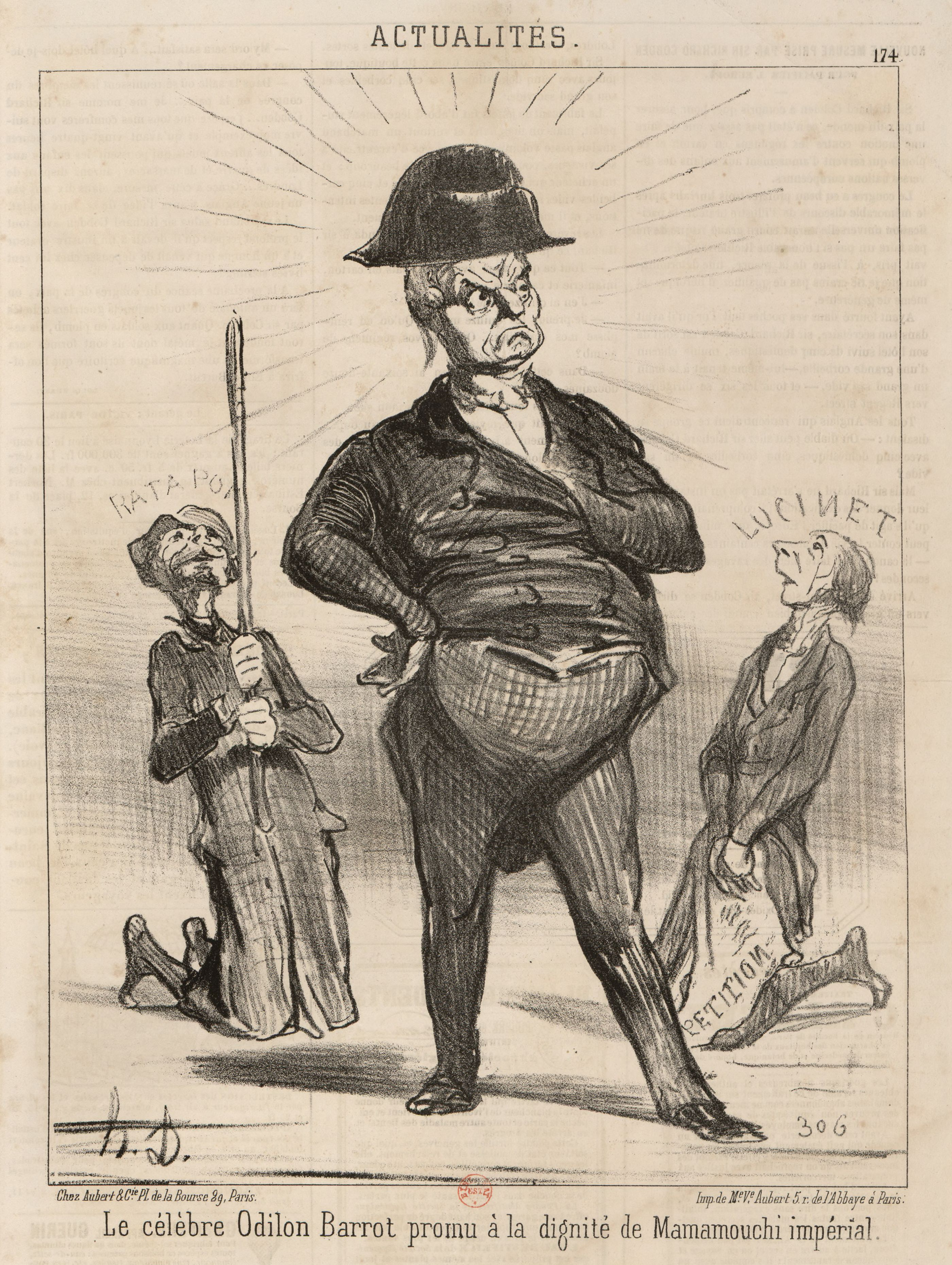
Karikatur von Honoré Daumier

Odilon Barrot (* 19. Juli 1791 in Villefort; † 6. August 1873 in Bougival) war ein französischer Politiker. Er gehörte zu den führenden Köpfen der gemäßigt liberal-konstitutionellen Opposition während der Julimonarchie und war während der Zweiten Republik 1848–1849 Ministerpräsident.

## Frühe Jahre
Barrot stammte aus einer Juristenfamilie und war seit 1811 selbst Anwalt. Brüder waren Ferdinand Barrot und Adolphe Barrot. Während er anfangs die Restauration begrüßt hatte, wandte er sich bald gegen das Regime. Er verteidigte Oppositionelle, nahm selbst an politischen Zusammenkünften teil und unterstützte die 1816 in Südfrankreich verfolgten Protestanten. Ab 1827 war er Mitglied des oppositionellen Vereins Aide-toi.

## Julimonarchie
Er war ein konstitutioneller, liberaler Monarchist. Er sprach während der Julirevolution von 1830 von einem „Königtum, umgeben von republikanischen Institutionen“. Während der Revolution spielte er als Sekretär der Munizipalkommission eine gewisse Rolle. Im Auftrag von Louis-Philippe I. trug er mit dazu bei, dass Karl X. abdankte und ins Exil ging. Danach war er Präfekt des ehemaligen Département Seine. Er geriet in Konflikt mit der Regierung und legte 1831 sein Amt nieder. Damit büßte er auch seine Zugehörigkeit zum Staatsrat ein.
Während der Julimonarchie war er der führende Kopf der orléanistischen Linken. Diese bezeichnete sich als dynastische Linke (gauche dynastique) und verstand sich als Partei der Bewegung (Parti du Mouvement). Dieser Begriff wurde später von den deutschen Liberalen übernommen. Bei der von Barrot geführten Gruppierung handelte es sich um einen lockeren Zusammenschluss von konstitutionellen Liberalen. Ihr Ziel war eine größere Demokratisierung der staatlichen Institutionen, die Erweiterung der bürgerlichen Freiheiten und eine allmähliche Senkung des Wahlzensus. Seine Partei errang 1846 etwa 100 Mandate. 
Barrot organisierte 1847 die sogenannte Bankettkampagne (Campagne des Banquets) mit dem Ziel, Wahlrechtsreformen durchzusetzen. Es wurden zahlreiche Bankette von Abgeordneten mit Unterstützung der oppositionellen Presse abgehalten, die eine große Wirkung auf die öffentliche Meinung hatten. Im Laufe dieser Bewegung wurden Meinungsunterschiede zwischen den Gemäßigten um Barrot und den Republikanern deutlich, ohne dass es zu einem offenen Bruch gekommen wäre.

## Februarrevolution
Die Kampagne sollte Anfang 1848 fortgesetzt werden, wurde aber von der Regierung von François Guizot auf einen späteren Zeitpunkt verschoben. Die Frage des Banketts wurde zu einer Grundsatzdiskussion zwischen Regierung und Opposition und trug mit zum Ausbruch der Februarrevolution bei. Als das Bankett am 22. Februar stattfand, beteiligten sich die Gemäßigten nicht daran und überließen das Feld den Republikanern. Einen Tag später brach die Revolution aus. 
Als Führer der parlamentarischen Opposition sah Barrot sich von der Februarrevolution überrascht. Er hielt zunächst an der Unterstützung des Systems von 1830 fest und verkannte, dass es sich bei der Bewegung tatsächlich um eine Revolution handelte. Er wurde am 24. Februar 1848 zusammen mit Adolphe Thiers Mitglied der letzten königlichen Regierung. Als die Niederlage des Regimes absehbar war, ließ er die Truppen aus Paris abziehen und trug so zum Sturz der Monarchie bei. 
Nachdem eine provisorische republikanische Regierung gebildet worden war, resignierten die meisten gemäßigten Liberalen und befürchteten eine Schreckensherrschaft wie während der ersten französischen Revolution. Barrot bot dagegen der Regierung seine Unterstützung an, um eine Radikalisierung zu verhindern. Er wurde Mitglied der Nationalversammlung. 

## Ministerpräsident
Nach den Präsidentschaftswahlen von 1848 war Louis Napoleon Bonaparte auf die politische Unterstützung anderer Kräfte sowie auf politische Erfahrung und Sachverstand angewiesen. Daher ernannte er Barrot zum Justizminister und Regierungschef. Anfangs war die Position von Barrot gegenüber dem Präsidenten sehr stark. Im Parlament dagegen dominierten die Republikaner. Ende Januar 1849 erlitt die Regierung Niederlagen im Parlament. Dennoch blieb die Regierung, gestützt von Louis Napoleon, im Amt. Barrot ließ das Parlament mit Truppen umstellen und drohte mit einem Staatsstreich. Vor diesem Hintergrund löste sich das Parlament selbst auf und ermöglichte Neuwahlen. Vor der Wahl intervenierte die Regierung militärisch zur Wiederherstellung des 1848 durch die römische Republik ersetzten Kirchenstaats. Ziel war es, auch die überzeugten Katholiken für eine Unterstützung der Regierung zu gewinnen. Die Wahlen vom 13. Mai 1849 brachten einen klaren Sieg für die regierungsnahe Ordnungspartei. Demonstrationen der ebenfalls gestärkten Linken wurden in der Folge gewaltsam niedergeschlagen. Am 31. Oktober 1849 wurde das Kabinett der Ordnungspartei unter Barrot entlassen. Eine Begründung war, dass der Präsident nichts gegen die antiliberale Politik von Pius IX. unternommen habe. 

## Letzte Jahre
Danach wandte Barrot sich wieder den Orléanisten zu. Als Oppositioneller wurde er 1852 verhaftet. Nach der Bildung der Dritten Republik wurde er 1872 (Vize-)Präsident des Staatsrates.